# Ull vermell
|  | Per a altres significats sobre referent a l'aparença d'ulls vermells en fotografies realitzades amb flaix, vegeu «Efecte d'ulls vermells». |

Ull vermell és un terme mèdic no específic que fa referència a un enrogiment en la porció anterior de l'ull, detectable a simple vista.
Es tracta d'un quadre molt freqüent, el qual es pot deure a un procés benigne com una conjuntivitis vírica, però que de vegades és conseqüència d'una malaltia greu. El metge d'atenció primària que atén un pacient ha d'avaluar una sèrie de signes clínics, els quals, si es presenten, fan recomanable la derivació immediata a un oftalmòleg.
L'ull vermell és causat per la hiperèmia d'alguna de les estructures més superficials i anteriors de l'ull, és a dir la conjuntiva, escleròtica, còrnia, iris i cos ciliar, la qual cosa pot ser conseqüència d'un procés inflamatori que els afecta directament o indirectament a través d'altres estructures adjacents més profundes.

## Causes
Les malalties més comunes que poden causar un ull vermell són:
- Conjuntivitis
- Queratitis
- Escleritis i episcleritis
- Iridociclitis o uveïtis anterior
- Glaucoma agut
- Cos estrany superficial o profund
- Hemorràgia subconjuntival
- Uveïtis